# LVT–4
Az LVT–4 (becenevén Water Buffalo) egy az amerikai hadsereg által, az  LVT–2 alapján kifejlesztett kétéltű, lánctalpas jármű volt, amely a második világháború számos csatájában használtak.

## Története
Az Egyesült Államok már 1920-tól kezdve folytatott kísérletek a kétéltű járművekkel kapcsolatban. Viszont ezek költségesek voltak, és nem érdekelte túlságosan a katonai vezetőket. A háború kitörésekor a fejlesztések előtérbe kerültek, felgyorsultak. Ennek a lendületnek, anyagi támogatásnak eredményeként 1941-ben létre jött az LVT család. A háború folyamán az amerikaiak szinte mestereivé váltak a kétéltű harcnak, jó példa erre az LVT.
Ennek a típuscsaládnak a kifejlesztése 1935-ben kezdődött, Donald Roubding mérnök vezetésével.

Átkelés az LVT-4-gyel.

### Az LVT szó jelentése
Az LVT a Landing Vehicle Tracked rövidítése, amelynek jelentése: lánctalpas partra szállító jármű.

## Változatai
- LVT–4 – Géppuskával felszerelt sokszor használt típus.
- LVT(A)–3 – Az LVT–4 csapatszállító páncélozott változata. Sosem került gyártásba.
- LVT(A)–4 – Páncélozott, az M8 önjáró löveg lövegtornyával felszerelt kétéltű harckocsi.
- LVT(A)–5 – Az LVT(A)–4 fejlettebb változata giroszkóp stabilizálású toronnyal ellátva.

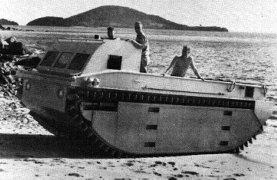
Az Aligátor a harc után.

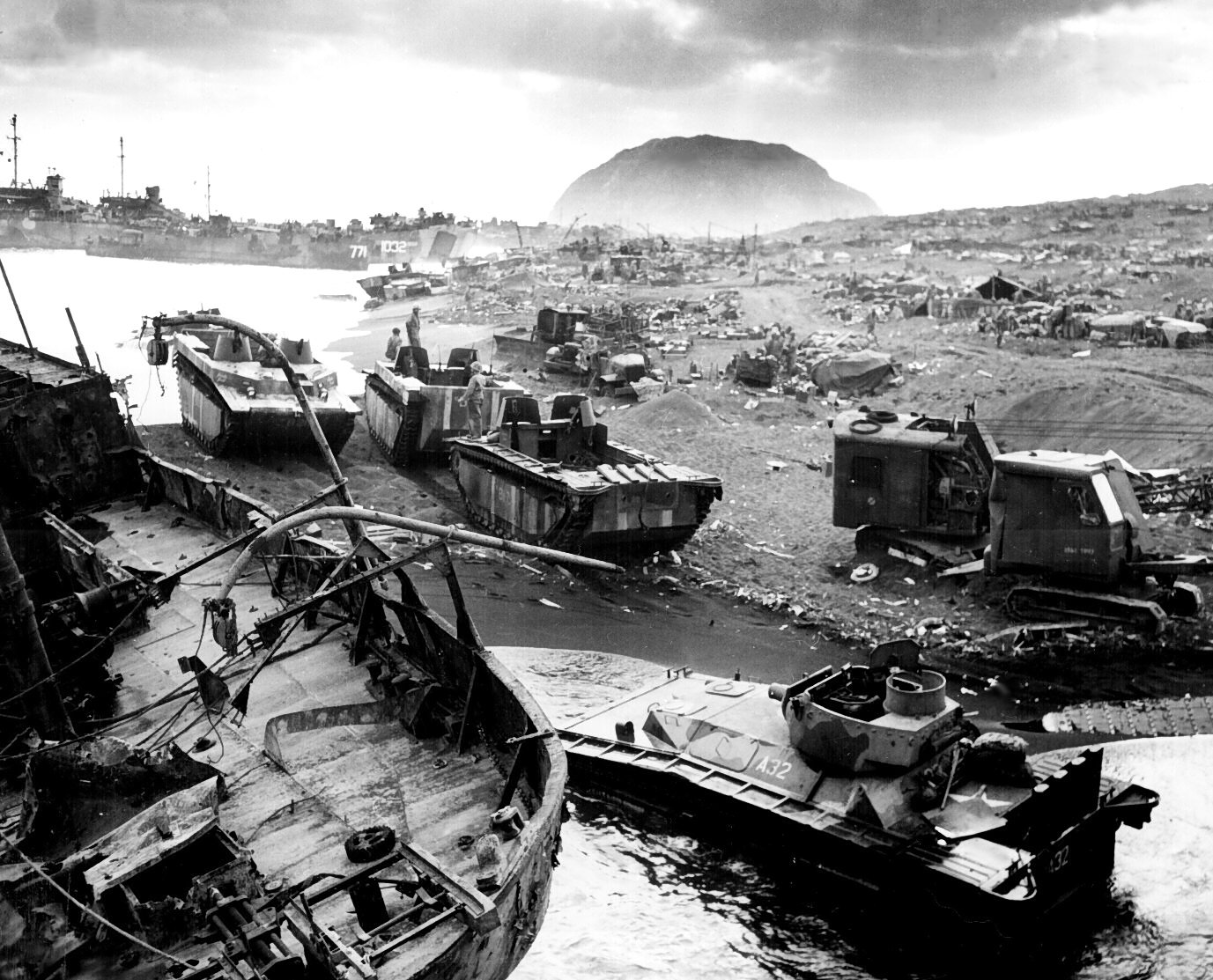
Ivo Jima-i harcok során az LVT-k jó szolgálatot tettek.

## Harcban
A partraszálló kétéltű járművek partra tették az első támadó hullámot, majd ezekből küldték az utánpótlást a parton lévő, előretörő csapatoknak. Viszont más volt a Csendes-óceáni és az európai hadrendjük.

### Az Csendes-óceáni hadszíntér
Az LVT-k legelső bevetésére Guadalcanalnál került sor 1942-ben. Ekkor az LVT–1 és 2 jelzésű járművek estek át a tűzkeresztségen, s hajtották végre sikeresen a partraszállást, ennek a hadműveletnek későbbi szakaszában főként ellátó járműként szolgáltak, ugyanis a dzsungel sűrű aljnövényzetében a lánctalpak hatalmas előnyt jelentettek.  A partraszállás során számos értékes tapasztalatra is szert tettek a csapatok például: a járművek páncélzat nélkül nagyon sebezhetőek. Ráadásul rájöttek, arra is hogy csak megfelelő páncélzattal alkalmasak a partraszállításra. A Csendes-óceánon mindenhol bevetették, a szigetugró hadműveletek során 1943-tól néhány típusát lángszóróval is felszerelték.

### Az európai hadszíntér
Európában az amerikaiak elsősorban folyókon való átkeléshez használták ezeket a járműveket, ezen bevetések nagy része sikeres volt. Ennek legjobb példája a rajnai-átkelés és azt követő hadműveletek.

## A háború után
A II. világháborút követően nem ért véget a szolgálata. Koreában is alkalmazták őket és más országok kötelében is. Még számos más helyen is teljesítettek szolgálatot.